# DJK Sparta Nürnberg

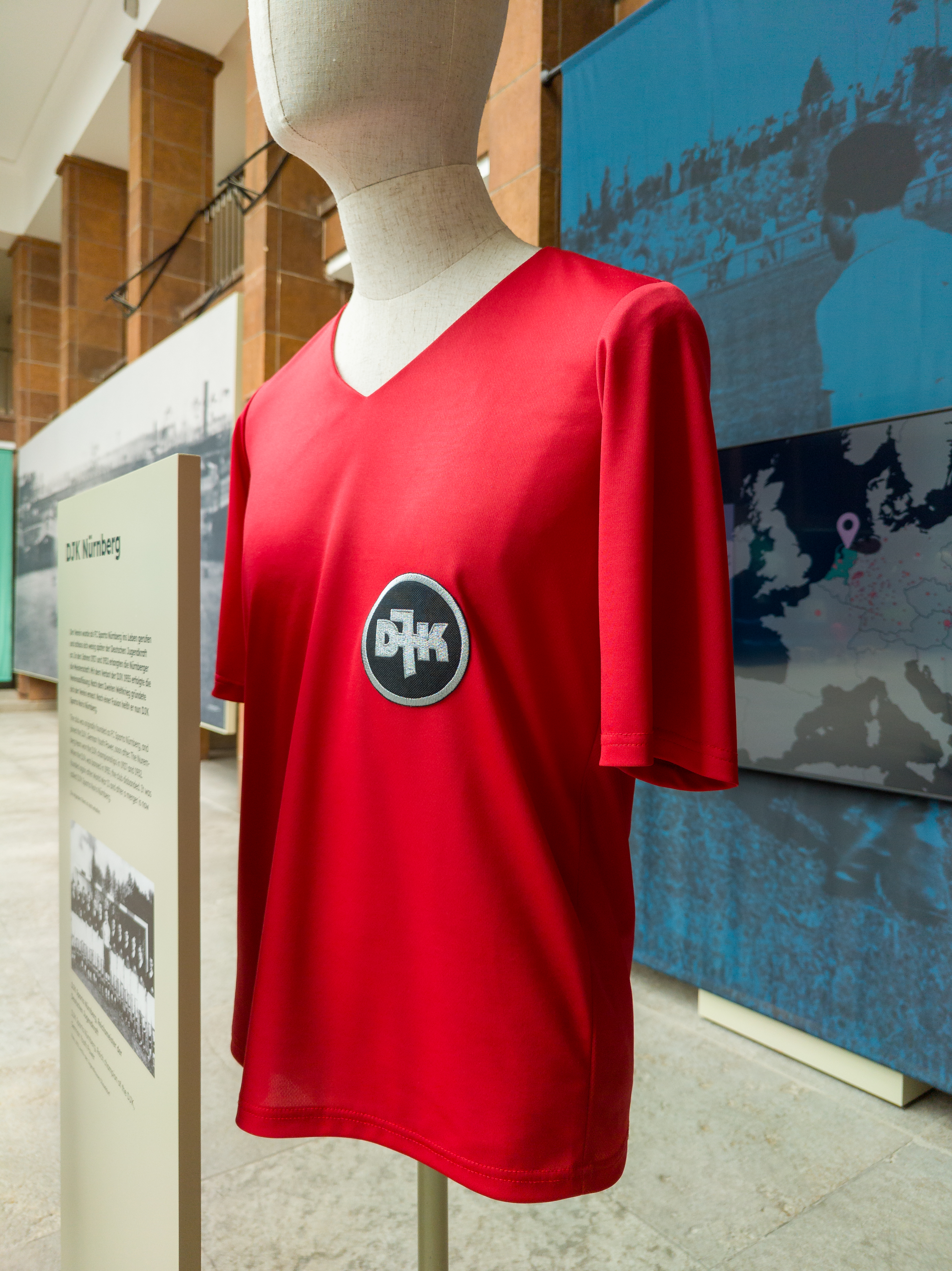
Replikat eines historischen Fußballtrikots des DJK Nürnberg

Die DJK Sparta Nürnberg (offiziell: Deutsche Jugendkraft Sparta Nürnberg e.V.) war ein Sportverein aus Nürnberg. Die Fußballer wurden zweimal deutscher Meister der Deutschen Jugendkraft.

## Geschichte
Der Verein wurde im Jahre 1918 als FC Sparta Nürnberg gegründet. Wenige Jahre später schloss sich der Verein dem im Jahre 1920 gegründeten DJK-Sportverband an und änderte den Vereinsnamen entsprechend. Nach der Machtübernahme der Nationalsozialisten wurde der DJK-Sportverband im Jahre 1935 verboten und aufgelöst. Der Verein DJK Sparta Nürnberg wurde nach dem Ende des Zweiten Weltkrieges neu gegründet und fusionierte im Jahre 1954 mit der DJK Noris Nürnberg zur DJK Sparta Noris Nürnberg.
Die Fußballer der DJK Sparta wurden im Jahre 1924 bayerischer Kreismeister und nahmen an der deutschen DJK-Meisterschaft teil. Über das Abschneiden der Mannschaft ist nichts bekannt. Bei der nächsten deutschen Meisterschaft 1927 erreichten die Nürnberger über die Stationen DJK Schwäbisch Gmünd (4:1) und DJK Pirmasens (5:1) das Endspiel. Vor 40.000 Zuschauern in Köln setzten sich die Spartaner mit 6:1 gegen den TuS 08 Homberg-Hochheide durch und sicherte sich damit die Meisterschaft. Auch bei der letzten DJK-Meisterschaft 1932 erreichten die Nürnberger das Finale. Vor 35.000 Zuschauern im Dortmunder Stadion Rote Erde gewann Sparta mit 5:2 gegen DJK Adler Frintrop aus Essen.

## Erfolge
- Deutscher DJK-Meister: 1927, 1932